# Ratpenat d'orelles grogues gros
El ratpenat d'orelles grogues gros (Vampyressa nymphaea) és una espècie de ratpenat de la família dels fil·lostòmids. Viu a Colòmbia, Costa Rica, l'Equador, Nicaragua i Panamà. El seu hàbitat natural són els boscos de fulla perenne madurs. No hi ha cap amenaça significativa per a la supervivència d'aquesta espècie, tot i que està afectada per la pèrdua de l'hàbitat a causa de la mineria.